# Irving Chernev
Irving Chernev bio je američki šahovski pisac majstorske snage ukrajinskoga porijekla. Uz Freda Reinfelda i Rubena Finea ubraja se u najplodonosnije američke šahovske autore prve polovice 20. stoljeća.
Preminuo je 1981. godine u San Franciscu u 82. godini života.